# Hattuarien

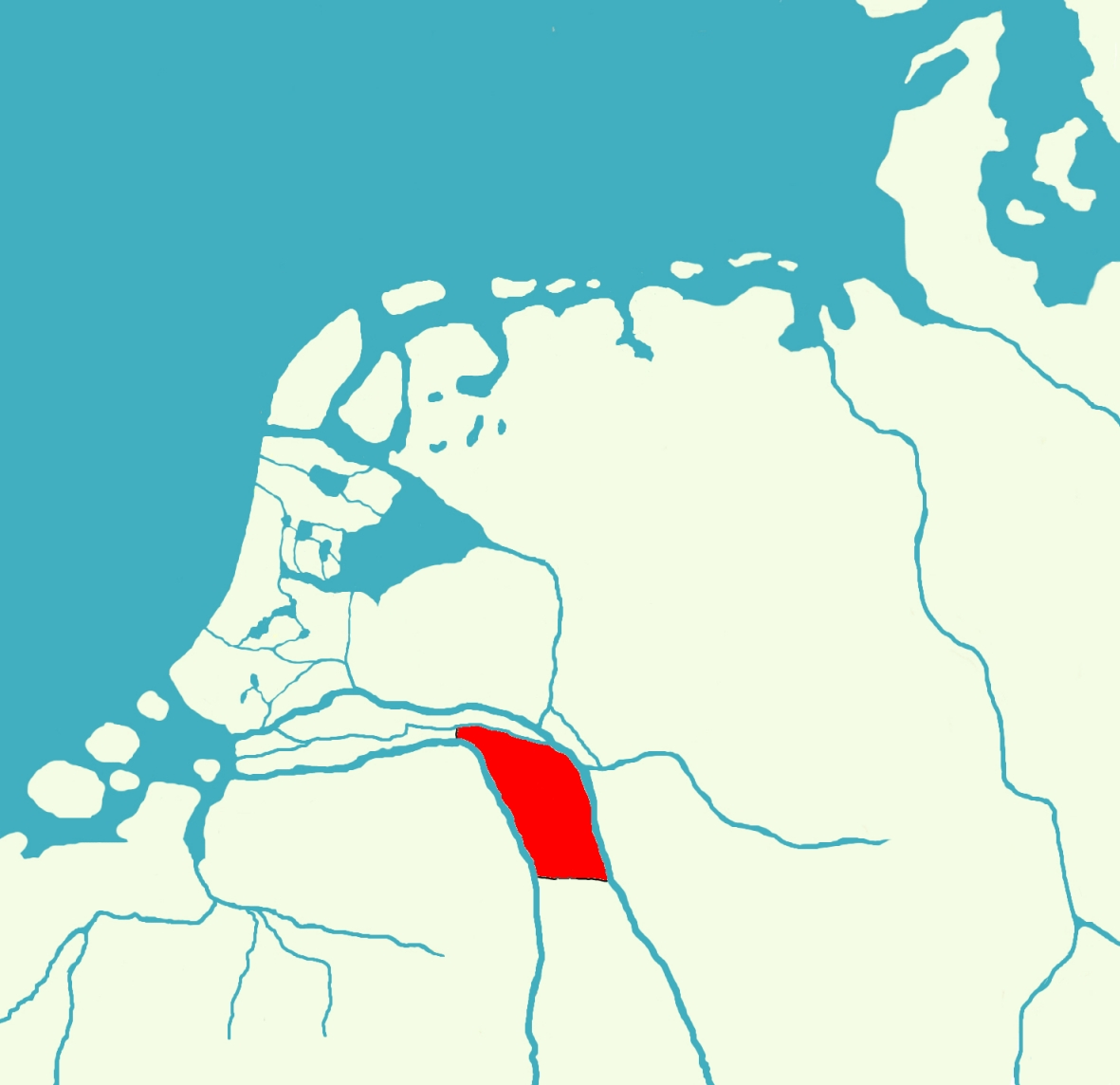
Das fränkische Hattuarien zwischen Maas und unterem Niederrhein im Fränkischen Reich.

Hattuarien (auch Hettergau, lat. pagus Attoarii) war ein merowingisch-karolingisches Territorium im Frühmittelalter. Das Gebiet, das in historischen Quellen als Land (terra), (Groß)Gau (pagus) und Grafschaft (comitatus) erscheint, bezeichnete im Laufe der Zeit sehr unterschiedliche landschaftliche Einheiten und politische Bezirke. Ursprünglich war mit Hattuarien ein Gebiet beiderseits des Niederrheins gemeint, später dann eine linksrheinische Grafschaft entlang der Niers. Die Hauptorte waren Geldern, Gennep und Xanten.

## Geschichte
Der Name Hattuarien leitet sich her vom fränkischen Stamm der Chattuarier. Diese waren ein Rhein-Weser-germanischer Stamm, der ursprünglich wohl im nördlichen Hessen an Eder und Fulda siedelte, in den ersten Jahrhunderten nach Christus aber in das Gebiet der unteren Ruhr, der Lippe und des Münsterlandes zog. Der Flussname Hetter und einige Stadtnamen wie Hattingen erinnern noch heute an sie. Die Chattuarier waren Nachbarn der zunächst lippeaufwärts, später gegenüber Köln siedelnden Brukterer und der rheinabwärts siedelnden Chamaven. Im 4. Jahrhundert schlossen sich Chattuarier, Brukterer und Chamaven mit weiteren Stämmen zum Stammesbund der Franken zusammen.
Nachdem Chlodwig I. das Frankenreich gegen Ende des 5. Jahrhunderts geeint hatte und es 511 unter seinen Söhnen in die vier Teilreiche von Paris, Soissons, Metz und Orléans geteilt worden war, kam es um 515 zu einem Däneneinfall in das Reich von Metz unter König Theuderich I. († 533). Gemäß dem Liber Historiae Francorum wurde dabei der für diese Zeit erstmals erwähnte (Groß-)Gau bzw. Bezirk der Chattuarier (Theuderico paygo Attoarios) verwüstet.
Durch die fränkischen Reichsteilungen des 6. und 7. Jahrhunderts lag Hattuarien als Teil des fränkischen Ostreichs (Austrasien) im Grenzgebiet zum Stammesherzogtum Sachsen. Zu diesem Zeitpunkt war Hattuarien noch ein Gebiet links und rechts des Rheins, zu dem auch die untere Ruhr gehörte. Das Land der Chattuarier (terram Chatuariorum und terram Hatuariorum) kam jedoch zu Beginn des 8. Jahrhunderts von Osten her unter massiven sächsischen Expansionsdruck, wie frühkarolingische Annalen für das Jahr 715 berichten. Offenbar ging den Franken ein Großteil des rechtsrheinischen Hattuariens verloren. Zwar konnten Karl Martell († 741) und Pippin der Jüngere († 768) durch eine Reihe von Feldzügen das weitere Vordringen der Sachsen verhindern, aber Hattuarien war nun in ein fränkisches, linksrheinisches Hattuarien und ein sächsisch-westfälisches, rechtsrheinisches Hatterun geteilt. Der bis zu diesem Zeitpunkt zu Hattuarien gehörende, fränkische Ruhrgau wurde daraufhin Anfang des 9. Jahrhunderts dem Land Ripuarien zugeordnet.
Spätestens mit der Einführung der karolingischen Grafschaftsverfassung im Übergang vom 8. auf das 9. Jahrhundert wurde auch in Hattuarien ein gräflicher Amtsbezirk etabliert. So erscheint Hattuarien sowohl in den Annales Bertiniani zum Jahr 837 (comitatus [...] Ettra) als auch im Vertrag von Meerssen 870 (Hattuarias) explizit als einheitliche Grafschaft. In den übrigen Quellen jener Zeit erscheint Hattuarien dagegen als (Groß-)Gau (pagus). So in einem Diplom König Lothars II. aus dem Jahr 855 (in pago Hattuariensi), in der vor 866 entstandenen Translatio s. Alexandri (de pago Hatterun ex villa Heribeddiu), in einer Lorscher Tradition von 866 (in pago Hattuaria) und einer Urkunde Ottos I. des Großen aus dem Jahr 947 (in villa Mundulingheim in pago Hatteri in comitatu Erenfridi). Weitere in pago-Nennungen Hattuariens stammen aus den Jahren 1062 (villa que dicitur Escherde in pago Hatteron et in comitatu Godescalci comitis sita) und 1067 (villa Stirhrim dicta in pago Hettero in comitatu Gerardi comitis sita). Die zitierten Erwähnungen, z. B. die in der Translatio s. Alexandri vorgenommene Verortung Herbedes in einem pago Hatterun oder auch die 1067er Nennung Styrums im pago Hettero, zeigen dabei klar, dass der Name Hattuarien auch im rechtsrheinischen Gebiet noch verwendet wurde, obwohl diese Gegenden sicher nicht zur linksrheinischen fränkischen Grafschaft Hattuarien gehörten, die sich aus den Gauen Gilde-/Keldagau, Mühlgau und Düffelgau zusammensetzte. Im Laufe des 10. Jahrhunderts wurde der Name Hattuarien durch Distriktbezeichnungen abgelöst.

## Grafen in Hattuarien
Grafen im linksrheinischen Komitat und Großgau Hattuarien waren:
- Eberhard von Franken (* um 885; † 2. Oktober 939 bei Andernach), jüngerer Bruder des Königs Konrad I., 904 Graf im Gilde-/Keldagau,[13][14][Anm. 1] 909 Laienabt des Klosters St. Maximin in Trier, 913 Graf im Hessengau und im Perfgau, 913 und 928 Graf im Oberlahngau, 914 bis 918 Markgraf, 918 (nach dem Tod seines Bruders) bis 939 Herzog von Franken, 926 bis 928 auch Herzog von Lothringen, 936 Truchsess und 938 Pfalzgraf. (Konradiner)
- Konrad I. († 23. Dezember 918), älterer Bruder des genannten Eberhard von Franken, 904 und 910 (Laien)-Abt in Kaiserswerth, 906 Herzog von Franken, 908 Graf im Hessengau, 910 Graf im Gilde-/Keldagau[15] und 911 bis 918 König des Ostfrankenreichs, begraben in Fulda. (Konradiner)
- Erenfried II. (urkundlich 942–966, † vor 970), 942 Graf im Zülpichgau, 945 Graf im Bonngau, 947 Graf im Großgau Hattuarien[16] mit seinen Untergauen Düffelgau (947),[17] Mühlgau (966),[18] 950 und 956 Graf in der Duisburg-Kaiserswerther Grafschaft, 946/959 Graf in der Grafschaft Huy (Ezzonen)
- Gottschalk, Graf im Bezirk Hattuarien 1062[19]
- Gerhard Flamens, † 1082, Graf im Ruhrgau 1057, Graf im Hattuariergau 1067[20]

Laut älteren Quellen sollen darüber hinaus weitere Personen Grafen in Hattuarien gewesen sein. August von Haeften berichtete 1865, er finde „in einem großen Theile des Hattuarier-Gaus einen Grafen Gottfried als Verwalter eines bedeutenden, von Gennep an der Maas bis Monterberg am Rhein reichenden Comitats.“ Ein Schwestersohn Gottfrieds namens Balderich (Balderich von Drenthe) sei ferner Graf im Düffelgau gewesen. Als Gottfried 1012 verstarb, sei zwischen Balderich und Gottfrieds Schwiegersohn, dem westfälischen Grafen und Billunger Wichmann III., ein erbitterter Streit um die Vormundschaft über Gottfrieds minderjährigen Sohn ausgebrochen. Balderich habe sowohl die Vormundschaft, als auch die Grafschaft des Vetters erhalten. Tatsächlich findet sich jener Balderich zu Burg Upladen urkundlich mehrfach als Graf. So etwa 1003 (mihi Baledricus comes, ego Baldericus comes und S. Baldrici comitis), 1015 (nomine Baldericus) 1019 (mihi comes Baldricus), und noch einmal zwischen 1014 und 1021 (ego Baldricus comes). Allerdings wird Balderich in keiner der Urkunden explizit Graf in Hattuarien oder im Düffelgau genannt. Doch sprechen die in den Urkunden erwähnten Ortsnamen für eine Grafschaft Balderichs in Hattuarien bzw. im Düffelgau.